# Brasilianische Fußballnationalmannschaft der Frauen/Olympische Spiele
Der Artikel beinhaltet eine ausführliche Darstellung der brasilianischen Fußballnationalmannschaft der Frauen bei den Olympischen Sommerspielen. Brasilien nahm als einzige südamerikanische Mannschaft an allen Turnieren der Frauen teil und erreichte dreimal das Finale, verlor dies aber jedes Mal gegen die USA. Im Medaillenspiegel liegt Brasilien auf Platz 5.

## Die Nationalmannschaft bei den Olympischen Spielen

### Übersicht
| Olympische Spiele in | Teilnahme bis …  | Gegner      | Ergebnis       | Trainer         | Bemerkungen und Besonderheiten |
| -------------------- | ---------------- | ----------- | -------------- | --------------- | --- |
| Atlanta 1996         | Spiel um Bronze  | Norwegen    | 4. Platz       | José Duarte     | |
| Sydney 2000          | Spiel um Bronze  | Deutschland | 4. Platz       | José Duarte     | |
| Athen 2004           | Finale           | USA         | Silbermedaille | René Simões     | |
| Peking 2008          | Finale           | USA         | Silbermedaille | Jorge Barcellos | |
| London 2012          | Viertelfinale    | Japan       | –              | Jorge Barcellos | |
| Rio de Janeiro 2016  | Spiel um Platz 3 | Kanada      | 4. Platz       | Vadão           | Als Gastgeber automatisch qualifiziert. Gegner in der Gruppenphase waren China, Schweden und Südafrika. Als Gruppensieger wurde das Viertelfinale gegen Australien erreicht, das im Elfmeterschießen gewonnen wurde. Im Halbfinale im Elfmeterschießen an Schweden gescheitert. |
| Tokio 2020           | Viertelfinale    | Kanada      | –              | Pia Sundhage    | Als Südamerikameister 2018 qualifiziert. Als Gruppenzweite hinter Europameister Niederlande vor Olympianeuling Sambia und China die K.-o.-Runde erreicht. |
| Paris 2024           | Finale           | USA         | Silbermedaille | Arthur Elias    | Durch den Sieg im Halbfinale der Copa América der Frauen 2022 gegen Paraguay qualifiziert. |

## Die Turniere

### Olympia 1996 in Atlanta
Die Brasilianerinnen konnten am ersten olympischen Turnier teilnehmen zu dem die acht besten Mannschaften der WM 1995 einladen wurden weil England als eine dieser Mannschaften ohne eigenes Olympisches Komitee nicht startberechtigt war und dafür Brasilien eingeladen wurde. Die Brasilianerinnen bestritten in der Vorbereitung unter dem neuen Nationaltrainer José Duarte nur ein Testspiel, das sie mit 2:1 gegen Kanada gewannen und starteten im Turnier mit einem 2:2 gegen Weltmeister Norwegen, wobei Pretinha den Ausgleich eine Minute vor dem Spielende erzielte. Danach gewannen sie mit 2:0 gegen Japan und erreichten gegen Vize-Weltmeister Deutschland ein 1:1, wodurch sie Deutschland ausschalteten und als Gruppenzweiter ins Halbfinale einzogen. Dort unterlagen sie der Volksrepublik China mit 2:3 durch ein Tor in der Schlussminute. Im Spiel um Bronze trafen sie erneut auf Gruppengegner Norwegen, verloren diesmal aber mit 0:2. Mit diesem Spiel endete die erste Amtszeit von Duarte. Mit vier Toren war Pretinha zusammen mit den beiden Norwegerinnen Ann Kristin Aarønes und Linda Medalen beste Torschützin des Turniers.

### Olympia 2000 in Sydney
Für das zweite olympische Turnier hatten sich die Brasilianerinnen als eine der sieben besten Mannschaften der WM 1999 qualifiziert. Duarte hatte im Juni 2000 zum dritten Mal die Nationalmannschaft übernommen und mit der Mannschaft als Gast beim CONCACAF Gold Cup 2000 das Finale gegen die USA erreicht, dieses aber verloren. Im ersten Spiel beim Olympischen Turnier trafen sie auf Schweden und gewannen mit 2:0. Nach einer 1:2-Niederlage gegen Deutschland mussten sie gegen Gastgeber Australien im letzten Spiel gewinnen was mach 0:1-Rückstand durch Tore von Raquel und Kátia auch gelang. Als Gruppenzweiter trafen sie dann im Halbfinale auf Titelverteidiger USA und verloren mit 0:1. Im Spiel um Bronze trafen sie erneut auf Gruppengegner Deutschland, verloren diesmal sogar mit 0:2.

### Olympia 2004 in Athen
Für das dritte olympische Frauenfußballturnier waren die Brasilianerinnen ebenfalls wieder qualifiziert. Im April 2004 hatte René Simões die Mannschaft übernommen und in Testspielen gegen amerikanische Universitäts- und schwedische sowie norwegische Vereinsmannschaften und einem mit 1:5 gegen die USA verlorenen Länderspiel auf das Turnier vorbereitet. In der einzigen Vierergruppe trafen sie zunächst auf Australien und gewannen durch ein Tor von Marta mit 1:0. Danach verloren sie aber mit 0:2 gegen die USA obwohl sie 45 Minuten lang die bessere Mannschaft waren. Mit einem 7:0 gegen Griechenland, wobei Cristiane drei Tore erzielte, qualifizierten sie sich dann aber als Gruppenzweiter für das erstmals ausgetragene Viertelfinale. Hier machten sie beim 5:0 gegen Mexiko mit dem Torreigen weiter. Mehr Mühe hatten sie dann im Halbfinale gegen Vizeweltmeister Schweden und es dauerte bis zur 64. Minute, ehe Pretinha der Treffer zum 1:0-Sieg gelang. Damit standen sie erstmals im Finale und trafen erneut auf Gruppengegner USA. Hier war es wieder Pretinha, die die 1:0-Führung der USA ausglich, aber da beiden Teams kein weiteres Tor in 90 Minuten gelang, kam es zur Verlängerung und in dieser hatten die USA wieder das Glück auf ihrer Seite und gewannen mit 2:1 ihre zweite Goldmedaille. Mit dem Finale endete dann die Amtszeit von Simões. Mit je vier Toren waren Cristiane und die Deutsche Birgit Prinz beste Torschützinnen des Turniers.

### Olympia 2008 in Peking
Für das Turnier in Peking galt die Fußball-Südamerikameisterschaft der Frauen 2006 als Qualifikationsturnier, und der Südamerikameister qualifizierte sich für Peking. Vor der Meisterschaft hatte Jorge Luiz Barcellos das Amt des Nationaltrainers übernommen. Da Brasilien in der Finalrunde überraschend das letzte Spiel gegen Argentinien mit 0:2 verlor, war Argentinien direkt qualifiziert. Brasilien konnte sich aber noch durch ein Playoffspiel gegen den Zweiten der Afrika-Qualifikation, die Mannschaft aus Ghana qualifizieren. Das Entscheidungsspiel fand in Peking statt, und Brasilien gewann mit 5:1.
Zum Turnier-Auftakt kam es zur Wiederholung des Endspiels der WM 2007 gegen Weltmeister Deutschland, allerdings konnten diesmal beide kein Tor erzielen. Mit einem 2:1 gegen Nordkorea und einem 3:1 gegen Nigeria, bei dem Cristiane ein „lupenreiner Hattrick“ gelang, wurde Brasilien aber Gruppensieger. Cristiane ist damit die einzige Spielerin, der in zwei Spielen je drei Tore gelangen. Im Viertelfinale gewannen sie dann mit 2:1 gegen Norwegen und trafen dann im Halbfinale erneut auf Deutschland. Die deutsche Mannschaft ging zwar in der 10. Minute durch Birgit Prinz in Führung, Brasilien konnte aber zwei Minuten vor der Halbzeitpause durch Formiga ausgleichen. In der zweiten Halbzeit wurde der Weltmeister dann mehrmals ausgekontert und mit 4:1 konnten die Brasilianerinnen erstmals gegen Deutschland gewinnen und sich damit für die Finalniederlage bei der WM revanchieren. Im Finale war dann wie vier Jahre zuvor die USA der Gegner und auch diesmal musste die Entscheidung in der Verlängerung fallen, diesmal aber nach torlosen 90 Minuten. Und wieder hatten die US-Amerikanerinnen das bessere Ende für sich und verteidigten ihren Titel. Barcellos beendete danach seine Tätigkeit als Nationaltrainer, wurde aber nach der enttäuschenden WM 2011 und der darauf folgenden Niederlage im Finale der Panamerikanischen Spiele 2011 erneut Nationaltrainer. Mit fünf Toren waren Cristiane beste Torschützin des Turniers.

### Olympia 2012 in London
Wie vier Jahre zuvor galt wieder die Fußball-Südamerikameisterschaft als Qualifikationsturnier, und diesmal konnte Brasilien das Turnier wieder gewinnen und sich für London qualifizieren. Dort trafen sie zum Auftakt auf Kamerun, das sich erstmals für ein interkontinentales Turnier der Frauen qualifiziert hatte und gewannen mit 5:0. Cristiane erzielte dabei mit dem Tor zum 4:0 ihr 11. Tor bei Olympischen Spielen und wurde damit alleinige Rekordhalterin (zuvor zusammen mit Birgit Prinz). Mehr Mühe hatten sie dann mit Neuseeland, das sie durch ein Tor von Cristiane mit 1:0 bezwangen, die damit ihren Rekord auf zwölf Tore verbesserte. Damit war Brasilien für das Viertelfinale qualifiziert, und im letzten Spiel gegen das Team GB, das aus englischen und wenigen schottischen Spielerinnen extra für dieses Turnier zusammengestellt wurde, ging es nur noch um den Gruppensieg. Vor 70.584 Zuschauern im Wembley-Stadion, der höchsten Zuschauerzahl bei einem Spiel einer britischen Frauenmannschaft, verloren die Brasilianerinnen mit 0:1, wobei das Tor bereits in der zweiten Minute fiel. Im Viertelfinale trafen sie dann auf Weltmeister Japan und verloren mit 0:2, wodurch das Turnier für Brasilien erstmals vor dem Halbfinale beendet war und die zweite Amtszeit von Barcellos endete.

### Olympia 2016 in Rio de Janeiro
Für das Turnier in Rio de Janeiro war Brasilien als Gastgeber automatisch qualifiziert, wäre es aber auch als Südamerikameister von 2014. Die Brasilianerinnen waren zusammen mit Weltmeister USA und Europameister Deutschland für die Auslosung in Topf 1 gesetzt, so dass sie in der Gruppenphase nicht auf diese beiden Mannschaften treffen konnten. Gegner in der Vorrunde waren China, Schweden und Südafrika. Mit einem 3:0 gegen China und einem 5:1 gegen Schweden startete Brasilien in das Turnier und schonte dann gegen Südafrika einige Spielerinnen. Trotz des torlosen Remis war Brasilien als Gruppensieger für das Viertelfinale qualifiziert. Hier kam es zur Revanche für die Achtelfinalniederlage bei der WM 2015 gegen Australien. Allerdings benötigten die Brasilianerinnen das Elfmeterschießen um nach torlosen 120 Minuten das Halbfinale zu erreichen, wo sie erneut auf die Schwedinnen trafen, die ihrerseits Titelverteidiger USA im Elfmeterschießen ausgeschaltet hatten. Auch das Halbfinale blieb torlos, aber diesmal verloren die Brasilianerinnen im Elfmeterschießen. Im Spiel um die Bronzemedaille unterlagen sie dann Kanada mit 1:2.

### Olympia 2020 in Tokio
Wie zuvor galt wieder die Copa América der Frauen 2018 als Qualifikationsturnier, und Brasilien konnte das Turnier erneut gewinnen und sich für Tokio qualifizieren. Dabei gewannen die Brasilianerinnen alle sieben Spiele mit einer Gesamttordifferenz von 31:2 und qualifizierten sich als erste Mannschaft nach Gastgeber Japan. Aufgrund der COVID-19-Pandemie wurden die Spiele um ein Jahr verschoben und weitgehend ohne Zuschauer als Geister- und Fernsehspiele ausgetragen. Die Brasilianerinnen begannen mit einem 5:0-Sieg gegen China, lieferten sich dann mit Europameister Niederlande einen offenen Schlagabtausch, der am Ende 3:3 endete, und sicherten sich mit einem 1:0-Sieg gegen Olympia-Neuling Sambia den zweiten Platz. Im Viertelfinale treffen sie auf die Kanadierinnen, gegen die sie bei den letzten Spielen das Spiel um Platz 3 verloren hatten. Nach torlosen 120 Minuten verloren die Brasilianerinnen mit 3:4 im Elfmeterschießen. Zwar konnte Torhüterin Bárbara den ersten Elfmeter von Christine Sinclair halten, die letzten beiden Brasilianerinnen Andressa Alves und Rafaelle scheiterten aber an der kanadischen Torhüterin, die dann später auch im Finale entscheidend zum Goldmedaillengewinn der Kanadierinnen beitrug.

### Olympia 2024 in Paris
Als Qualifikation diente die Copa América der Frauen 2022, bei der sich die beiden Finalisten für das Turnier in Paris qualifizieren konnten. Die Brasilianerinnen gewannen alle Spiele, sogar erstmals ohne Gegentor, und qualifizierten sich damit für Paris. Bei der Auslosung der Grupen für die Olympischen Spiele waren die Brasilianerinnen zusammen mit Australien und Kolumbien Topf 3 zugeordnet. Sie wurden in die einzige Gruppe ohne ehemaligen Olympiasieger mit Weltmeister Spanien und Japan sowie einer afrikanischen Mannschaft gelost, die sich erst nach der Auslosung qualifizierte. Dies wurde Nigeria, gegen das sie das Auftaktspiel mit 1:0 gewannen. Dann folgten aber Niederlagen gegen Ex-Weltmeister Japan (1:2), nach 1:0-Führung durch zwei Gegentore in der Schlussminute, und Spanien (0:2). Als zweitbeste Gruppendritte erreichten die Brasilianerinnen aber das Viertelfinale gegen Gastgeber Frankreich, gegen das bei der letzten WM in der Vorrunde mit 1:2 verloren wurde. Verzichten mussten die Brasilianerinnen im Viertelfinale auf Kapitänin Marta, da sie im letzten Gruppenspiel die Rote Karte erhalten hatte und für zwei Spiele gesperrt wurde, wogegen der brasilianische Verband Protest einlegte. Die Beschwerde wurde vom CAS zurückgewiesen, so dass sie auch im Halbfinale nicht eingesetzt werden konnte. Auch ohne Marta gelang erstmals ein Sieg gegen die Französinnen. Durch ein Tor von Gabi Portilho und einen von Torhüterin Lorena gehaltenen Strafstoß zogen sie ins Halbfinale ein, wo sie erheut auf Spanien trafen. Wieder ohne Marta konnten sie mit 4:2 gegen die Spanierinnen gewinnen und trafen damit zum dritten Mal im Finale auf die USA, verloren aber wie in den beiden Finalspielen zuvor.

## Statistiken

### Bilanz gegen die Olympiasieger bei Olympischen Spielen
- Deutschland: 5 Spiele – 1 Sieg, 2 Remis, 2 Niederlagen – 6:6 Tore
- Kanada: 2 Spiele – 1 Remis (im Elfmeterschießen verloren), 1 Niederlage – 1:2 Tore
- Norwegen: 3 Spiele – 1 Sieg, 1 Remis, 1 Niederlage – 4:5 Tore
- USA: 4 Spiele – 4 Niederlagen – 1:6 Tore

## Spiele

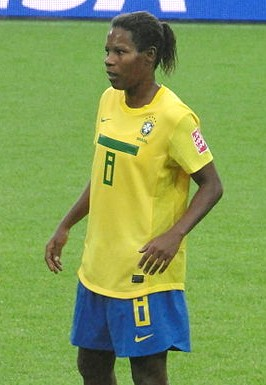
Rekordspielerin Formiga

Brasilien bestritt bisher 42 Spiele bei den Olympischen Spielen – vier weniger als maximal möglich. Davon wurden 20 gewonnen, 14 verloren und acht endeten remis. Fünfmal gingen Spiele in die Verlängerung, da ein Sieger ermittelt werden musste. Zwei wurden durch Tore verloren, eins im Elfmeterschießen gewonnen und zwei verloren.
Die Brasilianerinnen hatten sechs Heimspiele (Rekord), spielten dreimal gegen den Gastgeber, fünfmal gegen den späteren Olympiasieger (2004 in der Vorrunde und im Finale, 2008 im Finale, 2020 im Viertelfinale und 2024 im Finale) und zweimal gegen den Titelverteidiger. Die Brasilianerinnen spielten am häufigsten gegen Deutschland und die USA (je 5-mal), Schweden (4-mal). Häufigster letzte Gegner waren die USA (3-mal) und Kanada (2-mal). Vier Spiele waren die bisher ersten gegen den jeweiligen Gegner, wobei dies gleichzeitig die ersten Spiele einer südamerikanischen Mannschaft gegen diese Gegner waren. 2021 spielten sie zudem erstmals gegen Sambia, das aber vorher schon gegen Chile gespielt hatte.
Brasilien spielte bisher gegen Mannschaften aller anderen Konföderationen und auch gegen deren Meister (17-mal), am häufigsten gegen den Europameister (6-mal – 5-mal Deutschland und 1-mal die Niederlande). Achtmal traf Brasilien auf den amtierenden Weltmeister, wobei sie nur zweimal gewannen und zweimal remis spielten.
Die meisten Spiele bestritt Rekordnationalspielerin Formiga, die in 33 Spielen bei sieben Turnieren zum Einsatz kam und damit auch olympische Rekordhalterin ist. Die meisten Tore erzielte Cristiane, die mit 14 Toren ebenfalls Rekordhalterin ist.
| Nr. | Datum      | Ergebnis             | Gegner                 | Austragungsort         | A/H/* | Anlass           | Bemerkung |
| --- | ---------- | -------------------- | ---------------------- | ---------------------- | ----- | ---------------- | --- |
| 1   | 21.07.1996 | 2:2                  | Norwegen*              | Washington, D.C. (USA) | *     | Gruppenspiel     | |
| 2   | 23.07.1996 | 2:0                  | Japan                  | Birmingham (USA)       | *     | Gruppenspiel     | |
| 3   | 25.07.1996 | 1:1                  | Deutschland            | Birmingham (USA)       | *     | Gruppenspiel     | |
| 4   | 28.07.1996 | 2:3                  | Volksrepublik China    | Athens (USA)           | *     | Halbfinale       | |
| 5   | 01.08.1996 | 0:2                  | Norwegen*              | Athens (USA)           | *     | Spiel um Bronze  | Letztes Spiel in der ersten Amtszeit von José Duarte |
| 6   | 13.09.2000 | 2:0                  | Schweden               | Melbourne (AUS)        | *     | Gruppenspiel     | |
| 7   | 16.09.2000 | 1:2                  | Deutschland            | Canberra (AUS)         | *     | Gruppenspiel     | |
| 8   | 19.09.2000 | 2:1                  | Australien             | Sydney (AUS)           | A     | Gruppenspiel     | |
| 9   | 24.09.2000 | 0:1                  | USA*                   | Canberra (AUS)         | *     | Halbfinale       | |
| 10  | 28.09.2000 | 0:2                  | Deutschland            | Sydney (AUS)           | *     | Spiel um Platz 3 | Letztes Spiel unter José Duarte |
| 11  | 11.08.2004 | 1:0                  | Australien             | Thessaloniki (GRE)     | *     | Gruppenspiel     | |
| 12  | 14.08.2004 | 0:2                  | USA                    | Thessaloniki (GRE)     | *     | Gruppenspiel     | |
| 13  | 17.08.2004 | 7:0                  | Griechenland           | Patras (GRE)           | A     | Gruppenspiel     | Erstes Spiel einer südamerikanischen Mannschaft gegen Griechenland |
| 14  | 20.08.2004 | 5:0                  | Mexiko                 | Heraklion (GRE)        | *     | Viertelfinale    | |
| 15  | 23.08.2004 | 1:0                  | Schweden               | Patras (GRE)           | *     | Halbfinale       | |
| 16  | 26.08.2004 | 1:2 n. V.            | USA                    | Piräus (GRE)           | *     | Finale           | Letztes Spiel unter René Simões |
| 17  | 06.08.2008 | 0:0                  | Deutschland*           | Shenyang (CHN)         | *     | Gruppenspiel     | |
| 18  | 09.08.2008 | 2:1                  | Nordkorea              | Shenyang (CHN)         | *     | Gruppenspiel     | Erstes Spiel einer südamerikanischen Mannschaft gegen Nordkorea |
| 19  | 12.08.2008 | 3:1                  | Nigeria                | Peking (CHN)           | *     | Gruppenspiel     | |
| 20  | 15.08.2008 | 2:1                  | Norwegen               | Tianjin (CHN)          | *     | Viertelfinale    | |
| 21  | 18.08.2008 | 4:1                  | Deutschland*           | Shanghai (CHN)         | *     | Halbfinale       | Bisher einziger Sieg gegen einen amtierenden Weltmeister |
| 22  | 21.08.2008 | 0:1 n. V.            | USA                    | Peking (CHN)           | *     | Finale           | Letztes Spiel in der ersten Amtszeit von Jorge Luiz Barcellos |
| 23  | 25.07.2012 | 5:0                  | Kamerun                | Cardiff (GBR)          | *     | Gruppenspiel     | Erstes Spiel einer südamerikanischen Mannschaft gegen Kamerun Höchster Sieg einer südamerikanischen gegen eine afrikanische Mannschaft                                                 |
| 24  | 28.07.2012 | 1:0                  | Neuseeland             | Cardiff (GBR)          | *     | Gruppenspiel     | |
| 25  | 31.07.2012 | 0:1                  | Vereinigtes Königreich | London (GBR)           | A     | Gruppenspiel     | Erstes Spiel einer südamerikanischen Mannschaft gegen Großbritannien, mit 70.584 Zuschauern wurde die höchste Zuschauerzahl bei einem Spiel einer britischen Frauenmannschaft erreicht |
| 26  | 03.08.2012 | 0:2                  | Japan*                 | Cardiff (GBR)          | *     | Viertelfinale    | Letztes Spiel in der zweiten Amtszeit von Jorge Luiz Barcellos |
| 27  | 03.08.2016 | 3:0                  | Volksrepublik China    | Rio de Janeiro (BRA)   | H     | Vorrunde         | |
| 28  | 06.08.2016 | 5:1                  | Schweden               | Rio de Janeiro (BRA)   | H     | Vorrunde         | |
| 29  | 09.08.2016 | 0:0                  | Südafrika              | Manaus (BRA)           | H     | Vorrunde         | |
| 30  | 12.08.2016 | 0:0 n. V.; 7:6 i. E. | Australien             | Belo Horizonte (BRA)   | H     | Viertelfinale    | |
| 31  | 16.08.2016 | 0:0 n. V.; 3:4 i. E. | Schweden               | Rio de Janeiro (BRA)   | H     | Halbfinale       | |
| 32  | 19.08.2016 | 1:2                  | Kanada                 | São Paulo (BRA)        | H     | Spiel um Platz 3 | |
| 33  | 21.07.2021 | 5:0                  | Volksrepublik China    | Rifu (JPN)             | *     | Vorrunde         | |
| 34  | 24.07.2021 | 3:3                  | Niederlande            | Rifu (JPN)             | *     | Vorrunde         | |
| 35  | 27.07.2021 | 1:0                  | Sambia                 | Saitama (JPN)          | *     | Vorrunde         | Erstes Spiel gegen Sambia |
| 36  | 30.07.2021 | 0:0 n. V.; 3:4 i. E. | Kanada                 | Rifu (JPN)             | *     | Viertelfinale    | 200. aktuell von der FIFA gezähltes Länderspiel von Formiga |
| 37  | 25.07.2024 | 1:0                  | Nigeria                | Bordeaux (FRA)         | *     | Vorrunde         | |
| 38  | 28.07.2024 | 1:2                  | Japan                  | Paris (FRA)            | *     | Vorrunde         | |
| 39  | 31.07.2024 | 0:2                  | Spanien*               | Bordeaux (FRA)         | *     | Vorrunde         | Rote Karte für Marta, als zweitbester Gruppendritter für das Viertelfinale qualifiziert.                                                                                               |
| 40  | 03.08.2024 | 1:0                  | Frankreich             | Nantes (FRA)           | A     | Viertelfinale    | 100. Länderspiel von Rafaelle |
| 41  | 06.08.2024 | 4:2                  | Spanien*               | Marseille (FRA)        | *     | Halbfinale       | |
| 42  | 10.08.2024 | 0:1                  | USA                    | Paris (FRA)            | *     | Finale           | |

Anmerkung: Fett gesetzte Mannschaften waren zum Zeitpunkt des Spiels Kontinentalmeister, mit „*“ markierte Mannschaften waren Weltmeister.

## Rekorde

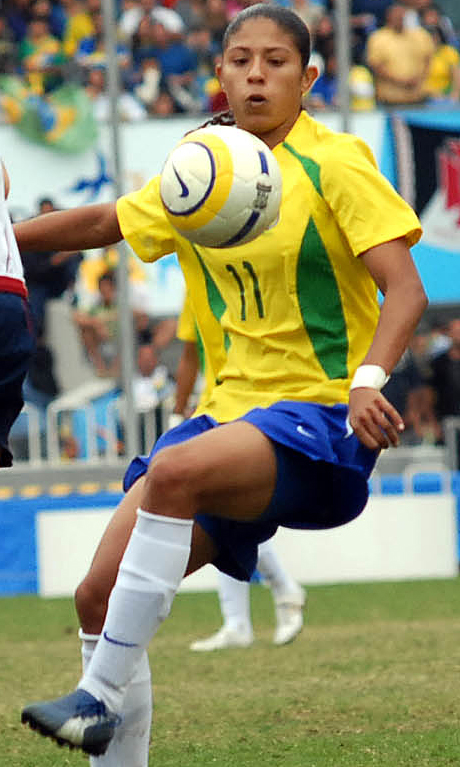
Rekordtorschützin Cristiane

- Einziger südamerikanischer Teilnehmer, der immer dabei war.
- Die meisten Spiele: Formiga – 33
- Die meisten: Endrunden-Teilnahmen: Formiga – 7
- Die meisten Tore: Cristiane – 14
- Die meisten Spiele ohne Gegentor: Andréia – 9
- Die älteste Spielerin: Formiga mit 43 Jahren und 149 Tagen am 30. Juli 2021
- Die jüngste Spielerin: Daniela mit 16 Jahren und 8 Monaten beim Turnier 2000
- Die jüngste Medaillengewinnerin: Renata Costa mit 18 Jahren und 49 Tagen beim Gewinn der Silbermedaille 2004
- Die jüngste Schiedsrichterin: Ana Paula Oliveira mit 26 Jahren und 2 Monaten am 17. August 2004 beim Spiel Schweden gegen Nigeria als Linienrichterin
- Die häufigsten Paarungen: 5× Brasilien gegen Deutschland (1996, 2000/2, 2008/2), Brasilien gegen die USA (2000, 2004/2, 2008, 2024) und USA gegen Japan
- Die meisten Remis: Brasilien (8), Kanada, Schweden und die USA je 7
- Die meisten Elfmeterschießen: Brasilien und Kanada je 3
- Dié meisten Heimspiele: 6
- Die häufigste Finalpaarung: Brasilien – USA 3×

Der brasilianischen Mannschaft gelangen gegen diese Länder ihre höchsten Siege bei Olympischen Spielen:
- Volksrepublik China 5:0 Vorrunde 2021
- Deutschland 4:1 Halbfinale 2008 – erster Sieg gegen Deutschland
- Frankreich 1:0 Viertelfinale 2024 – erster Sieg gegen Frankreich
- Griechenland 7:0 Vorrunde 2004 – einziges Spiel gegen Griechenland
- Japan 2:0 Vorrunde 1996
- Kamerun 5:0 Vorrunde 2012 – einziges Spiel gegen Kamerun
- Nigeria 3:1 Vorrunde 2008
- Nordkorea 2:1 Vorrunde 2008 – einziges Spiel gegen Nordkorea
- Sambia 1:0 Vorrunde 2021 – erstes Spiel gegen Sambia
- Schweden 5:1 Vorrunde 2016
- Spanien 4:2 Halbfinale 2024

Die brasilianische Mannschaft kassierte gegen diese Länder ihre höchsten Niederlagen bei Olympischen Spielen:
- Volksrepublik China 2:3 Halbfinale 1996 – einzige Niederlage gegen China
- Norwegen 0:2 Spiel um Bronze 1996
- Spanien 0:2 Vorrunde 2024
- Vereinigtes Königreich 0:1 Vorrunde 2012 – einziges Spiel gegen Großbritannien, das nur zu Olympischen Spielen antritt

### Negativrekorde
- Die meisten Gelben Karten in einem Spiel: Brasilien gegen USA im Halbfinale am 24. September 2000 (je 4 Karten)
- Die meisten Roten Karten bzw. Gelb-Roten Karten in einem Spiel: Brasilien gegen VR China im Halbfinale am 28. Juli 1996 (je 1 Karte)
- Die erste Gelb-Rote Karte: Tânia Maranhão in der 43. Minute gegen VR China im Halbfinale am 28. Juli 1996